# Léo Silva
Léo Silva (24 de diciembre de 1985) es un futbolista brasileño que juega como centrocampista en el Moto Club.

## Clubes
| Club                    | País   | Año       |
| ----------------------- | ------ | --------- |
| Cruzeiro E. C.          | Brasil | 2003-2009 |
| Ipatinga E. C. (cedido) | Brasil | 2005-2006 |
| Ipatinga E. C. (cedido) | Brasil | 2008      |
| Botafogo (cedido)       | Brasil | 2009      |
| Guaratinguetá           | Brasil | 2010-2011 |
| Portuguesa Desportos    | Brasil | 2012      |
| Albirex Niigata         | Japón  | 2013-2016 |
| Kashima Antlers         | Japón  | 2017-2021 |
| Nagoya Grampus          | Japón  | 2022      |
| Moto Club               | Brasil | 2023-     |

## Palmarés

### Títulos nacionales
| Título             | Club            | País  | Año  |
| ------------------ | --------------- | ----- | ---- |
| Supercopa de Japón | Kashima Antlers | Japón | 2017 |

### Títulos internacionales
| Título                      | Club            | Sede    | Año  |
| --------------------------- | --------------- | ------- | ---- |
| Liga de Campeones de la AFC | Kashima Antlers | Teherán | 2018 |